# 米爾恰 (基輔州)
米爾恰（烏克蘭語：Мирча）是位於烏克蘭北部的村莊，由基辅州布恰区的博罗江卡市镇負責管轄。該村面積27平方公里，海拔高度144米，2001年人口764，人口密度每平方公里28.3人。